# هنري غيوم غاليوتي
هنري غيوم غاليوتي (1814-1858) (بالإنجليزية: Henri Guillaume Galeotti)‏ هو عالم نبات بلجيكي.